# さいたま市立大谷口小学校
さいたま市立大谷口小学校（さいたましりつ おおやぐちしょうがっこう）は、埼玉県さいたま市南区にある公立小学校。

## 規模
- 2014年度 - 児童数529人18学級

## 沿革
- 1973年（昭和48年）4月1日 - 浦和市立大谷口小学校が開校。
- 1973年（昭和48年）8月 - プールが竣工。
- 1976年（昭和51年）3月 - 屋内運動場が竣工。
- 2001年（平成13年）5月1日 - さいたま市誕生により、さいたま市立大谷口小学校に改称。

## 学区
- 南区大字太田窪の一部（3155番地～3172番地）
- 南区大字大谷口の一部（1番地～1467番地・1468番地・1468番地1・1470番地・1470番地1・1470番地3～1470番地最終枝番・1471番～1467番地・1468番地・1468番地1・1470番地・1470番地1・1470番地3・1471番地1・1482番地・1483番地1・1483番地2・1483番地4～1483番地最終枝番・1484番地～1519番地・1561番地～1585番地・1586番地2・1586番地3・1599番地～1602番地・1645番地～1675番地・1676番地・1676番地1・1709番地～1759番地・1760番地1・1760番地2・1760番地4・1676番地・1676番地1・1709番地～1760番地・1760番地1・1760番地2・1760番地5・1768番地～1770番地・2331番地～2335番地・2471番地1・2471番地3～2471番地最終枝番・2472番地～2557番地・2558番地2・3045番地～3170番地・3233番地～5175番地）
- 南区大字広ヶ谷戸の一部（1番地～282番地・289番地2～290番地1・290番地3～291番地1・291番地3～最終枝番）、

## 交通
- JR浦和駅から明花行、または明花経由・南浦和行き・東浦和行き乗車10分、稲荷越下車徒歩2分。